# Lacey Duvalle

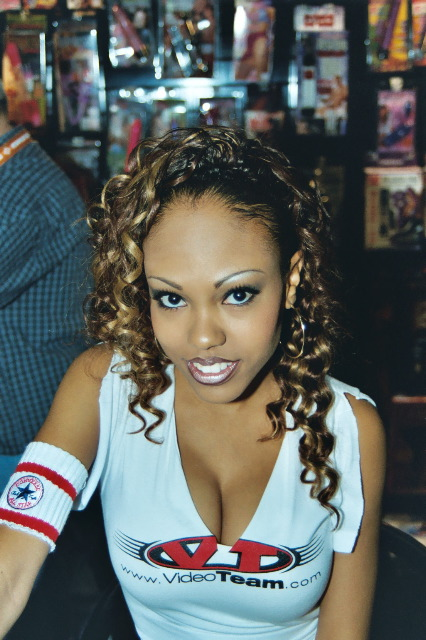
Lacey Duvalle, 2003

Lacey Duvalle (* 5. April 1982 in Washington, D.C.) ist eine US-amerikanische Pornodarstellerin.

## Karriere

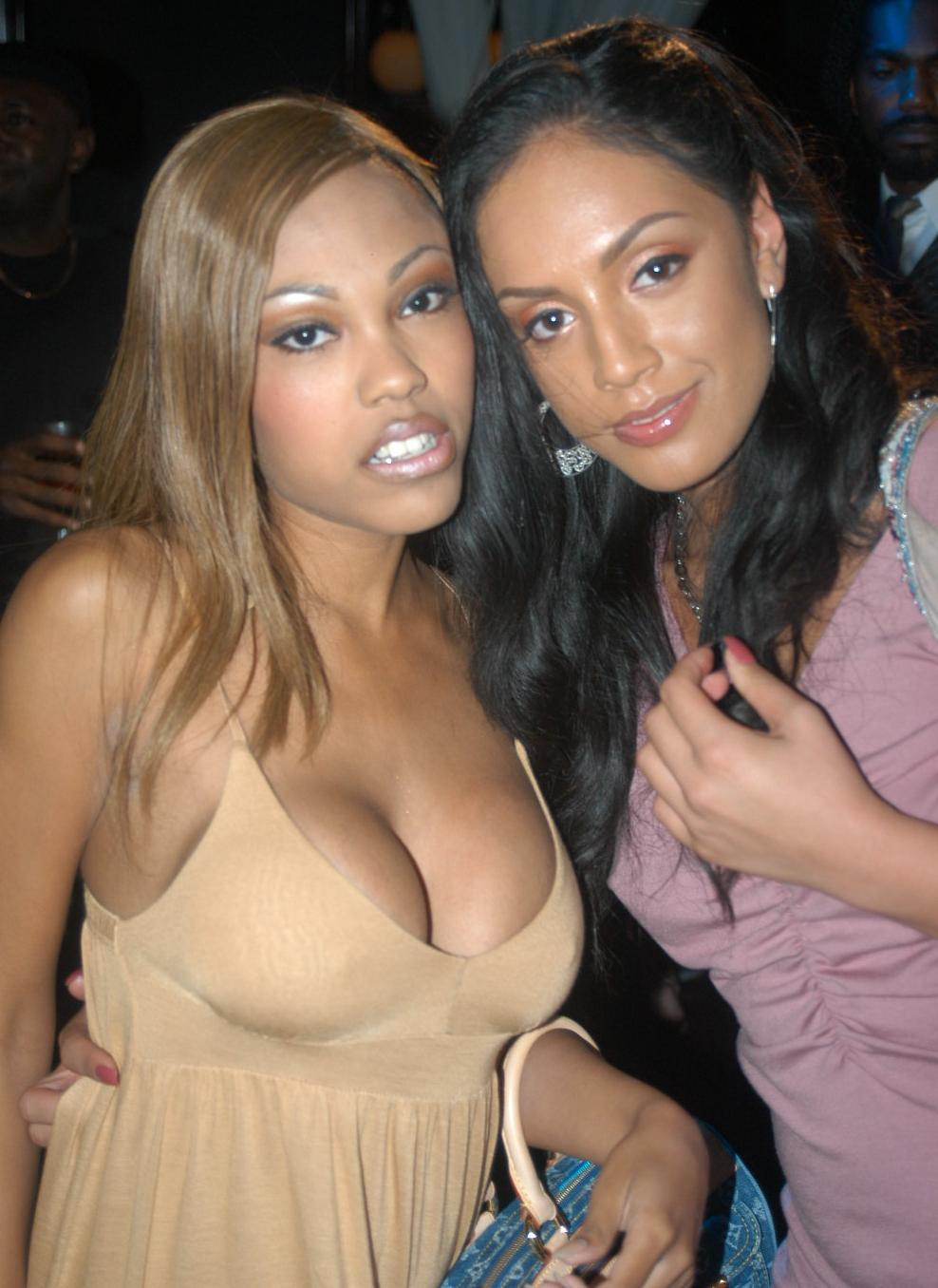
Lacey Duvalle mit ihrer Kollegin Ice LaFox, 2005

Duvalle begann ihre Karriere im Jahr 2000. Seitdem hat sie laut IAFD in 141 Filmen mitgewirkt. I Love Lacey und Lacey's Secret tragen ihren Namen. Außerdem hat sie in My Baby Got Back und Groupie Love mitgespielt. Für diverse Internetseiten z. B. Brazzers hat sie auch gedreht.
Weitere Künstlernamen von ihr sind Pebbles, Lacey Duval, Lacy Duvall, Lacy DuValle und Quita. Sie hatte einen Exklusiv-Vertrag bei der Produktionsfirma Video Team.
Sie wurde mit dem Urban X Award im Jahr 2009 für Best POV Sex Scene ausgezeichnet.
Der Song „Lacey Duvalle“ von Rapper Charles Hamilton ist eine Ode an sie. Sie trat auch schon in der Howard Stern Show auf.

## Filmografie (Auswahl)
- 2002: I Love Lacey
- 2002: Lacey's Secret
- 2003: Get Yo' Freaky On 2
- 2004: Groupie Love
- 2005: Black Size Queens 1
- 2007: Suck It Dry 3
- 2007: Big Ass Pool Party
- 2008: Real Wife Stories 2
- 2008: Fuck My Tits 4
- 2008: Black Bottom Girls 5

## Auszeichnungen
- 2009: Urban X Award für Best POV Sex Scene in Tunnel Vision